# له سوارة (سادات محمودي)
له سوارة (بالفارسية: له سواره) هي قرية تقع في إيران في قسم سادات محمودي الريفي. يقدر عدد سكانها بـ 74 نسمة بحسب إحصاء 2016.